# 1080i

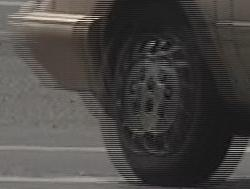
Projev prokládání při velké rychlosti objektů

1080i je označení pro jeden z dnes nejpoužívanějších formátů pro záznam obrazu. Číslo 1080 znamená počet pixelů na výšku obrazu (pro poměr stran 4 : 3 je 1440 a pro 16 : 9 pak 1920 pixelů široký). Malé písmeno „i“ indikuje, že obraz je tzv. prokládaný (z angl. interlaced), na rozdíl od 1080p (progressive), kde obraz prokládaný není.
Video v 1080i, stejně jako u jiných prokládaných formátů, se ukládá po půlsnímcích – sestávajících ze střídavě lichých a sudých řádků. Televize (nebo jiné zobrazovací zařízení) při reprodukci zobrazuje (přepisuje do obrazu) tyto liché a sudé řádky ve dvojnásobné frekvenci oproti počtu snímků za sekundu.
Formát 1080i byl používaný pro televizi po éře rozlišení rozlišení SD, v 1. a 2. dekádě 21. století. Souběžně s pokračující digitalizací videa a zvýšení výkonu videozařízení a datových toků obecně začalo převládat progresívní ukládání obrazu – tj. ukládání na celé snímky. Řada současných digitálních kamer a DSLR s možností zaznamenávat video však stále nabízí možnost zaznamenávat do 1080i.

## Srovnání 1080i a 1080p
- půlsnímky 1080i mají poloviční velikost (tj. poloviční rozlišení a objem dat) oproti plnému snímku u 1080p
- snímačem při zpracování jednoho cyklu u 1080i projde dvakrát méně dat, ale těchto cyklů je dvakrát více za stejný čas než u 1080p
- formát 1080i má nejčastější snímkovací frekvence 50 fps (historicky související s normou PAL) nebo 60 fps (norma NTSC); u formátu 1080p je to pak 25 resp. 30 fps. Formát může být uváděn včetně frekvence (např. 1080i50, 1080p25).
- formát 1080i je o trochu náchylnější k chybám (lidského faktoru) při práci s videem – např. špatně nastavená konverze, zmenšení/zvětšení videa v 1080i zanechává artefakty („praporky“) patrné u rychle se pohybujících předmětů snímku. V programech pro editaci videa se musí správně nastavit, jak se videa natočená v 1080i mají interpretovat; u 1080p tato nutnost odpadá.